# Ensiferum
Ensiferum is een Finse Viking-/folkmetalband. De band werd opgericht in 1995 in Helsinki door Markus Toivonen en oud-leden Kimmo Miettinen & Sauli Savolainen. Het trio speelde toen in Dark Reflections. De band werd 1 jaar later vervolledigd toen Jari Mäenpää zich bij de band voegde en een grote rol speelde in het vormen van hun muziekstijl.
De bandnaam Ensiferum is Latijn voor "Drager van het zwaard". Toivonen vond de naam nadat hij door een Latijns woordenboek bladerde.

## Discografie

### Albums
- Ensiferum (2001)
- Iron (2004)
- Victory Songs (2007)
- From Afar (2009)
- Unsung Heroes (2012)
- One Man Army (2015)
- Two Paths (2017)
- Thalassic (2020)
- Winter Storm (2024)

### Singles
- One More Magic Potion (2007)
- Tale of Revenge (2004)
- Dragonheads (2006)

### Demo's
- 1997-1999 (demo heruitgave 2005)
- Hero in a Dream (1999)
- Demo II (1999)
- Demo -97 (1997)

### Dvd
- 10th Anniversary Live (2006)
- Live at "On The Rocks" (2017) - Akoestisch concert, meegeleverd bij "Two Paths"